# テオドラ (ユスティニアヌスの皇后)
テオドラ（ラテン語: Theodora, 500年頃 - 548年6月28日）は、東ローマ皇帝ユスティニアヌス1世の皇后。貧しい踊り子から皇后にまでのし上がり、夫を助けて国政に関与した。

## 生涯
ヒッポドローム（馬車競技場）の熊使いの娘として東ローマ帝国の首都コンスタンティノポリスまたはキプロスで生まれた。最初は姉のアシスタントとして舞台に立つようになり、それから踊り子（女優）になった。1度は結婚して官僚である夫とともにリビアへ赴いたが、その地で離縁され、怪しい踊り子稼業をしながらアレクサンドリアなどを経由してコンスタンティノポリスへ戻り、そこで皇帝ユスティヌス1世の甥であったユスティニアヌスと出会った。 
テオドラに一目惚れしたユスティニアヌスは525年にテオドラと結婚した。本来、踊り子と元老院議員の結婚は法律で禁止されており、皇帝の後継者と踊り子との結婚にはユスティヌス1世の皇后エウフェミアや多くの貴族が反対したが、エウフェミアの死後、ユスティニアヌスは叔父ユスティヌス1世を動かして法律を改正させ、結婚したのである。 
527年にユスティニアヌスが叔父の跡を継いで皇帝に即位すると、テオドラは皇后となった。貧しい身分からたくましく生き抜いて来た女傑テオドラは、たびたび夫の助言者として国政に関与した。後世の歴史家には彼女を「女帝」と呼ぶ者さえいた。 
特に有名なのは、532年の首都市民による「ニカの乱」の際のテオドラの対応である。プロコピオスの『戦史』によれば、反乱にうろたえて港に船を用意して逃亡しようとする夫を制してテオドラは、 
と演説し、その場にいた者たちは感銘を受け、逃げるべきか留まるべきかという議論をやめ、どうやって反乱を鎮圧するかに集中し、団結して対応を行った。勇気づけられたユスティニアヌスは、将軍ベリサリウスに命じて反乱を武力鎮圧させた。この時に軍隊は3万人の市民を殺したと言われており、関係者の処刑・徹底的な弾圧により、ユスティニアヌスは専制権力を確立したと考えられている。なお、聖ソフィア教会はこのニカの乱で焼失したが、ユスティニアヌス1世は反乱終結39日後にその復旧に着手した。
テオドラとユスティニアヌスは、イタリアのラヴェンナにあるサン・ヴィターレ大聖堂のモザイク画に描かれている。このモザイク画は、ビザンチン帝国がラヴェンナを奪還した547年以降、彼女が亡くなる1年前に完成した。　近年には、テオドラを題材にした演劇、オペラ、映画、小説が書かれている。
がん（乳癌とも言われるが詳細は不明）が原因で、ユスティニアヌスより17年早く死去した。